# Albert-Schweitzer-Schule (Kassel)
Die Albert-Schweitzer-Schule Kassel (kurz: ASS) ist eines der ältesten Kasseler Gymnasien und seit 2010 Europaschule. Sie beschult die Jahrgänge fünf bis dreizehn.

## Geschichte
Die Schule wurde 1869 als Realschule Erster Ordnung gegründet, als erstes Schulgebäude diente ein Gebäude in der Kasseler Wolfsschlucht. 1871 bezog die Schule ihr neues Domizil in der Schomburgstraße. Im Jahr 1877 legte Prinz Heinrich von Preußen dort seine mittlere Reife ab, seit 1882 wurde die Schule als Realgymnasium geführt. 1911 wurde ein imposanter Neubau in der Wilhelmshöher Allee bezogen. Dieses Gebäude wurde im Zweiten Weltkrieg völlig zerstört; auf dem Gelände befindet sich heute die Jacob-Grimm-Schule.
Nach dem Krieg wurde der Schulbetrieb im ehemaligen Gebäude der 1945 aufgelösten Oberrealschule I in der Kölnischen Straße 89 unter dem Schulnamen Realgymnasium Kölnische Straße wieder aufgenommen. Dieses Schulgebäude wurde 1898 nach Entwürfen von Ludwig von Noël (Stadtbauamt Cassel) errichtet. 1956 wurde die Schule nach Albert Schweitzer umbenannt.

## Schulprofil
Die Schüler können in der fünften Klasse – alternativ zum Englischunterricht – Französisch als erste Fremdsprache erlernen. Im Anschluss besteht die Möglichkeit, ab der achten Klasse Fächer bilingual, also wahlweise in deutsch-englisch oder deutsch-französisch zu erlernen. Hier werden im Wechsel die Fächer Geschichte und Politik und Wirtschaft angeboten. Außerdem besteht die Möglichkeit eines Austausches mit Schulen in Frankreich und der französischsprachigen Schweiz. Die Schule unterhält zudem eine französische Bibliothek (CDI) mit einer Auswahl an französischer Literatur für alle Altersklassen und verschiedenen französische Zeitschriften.

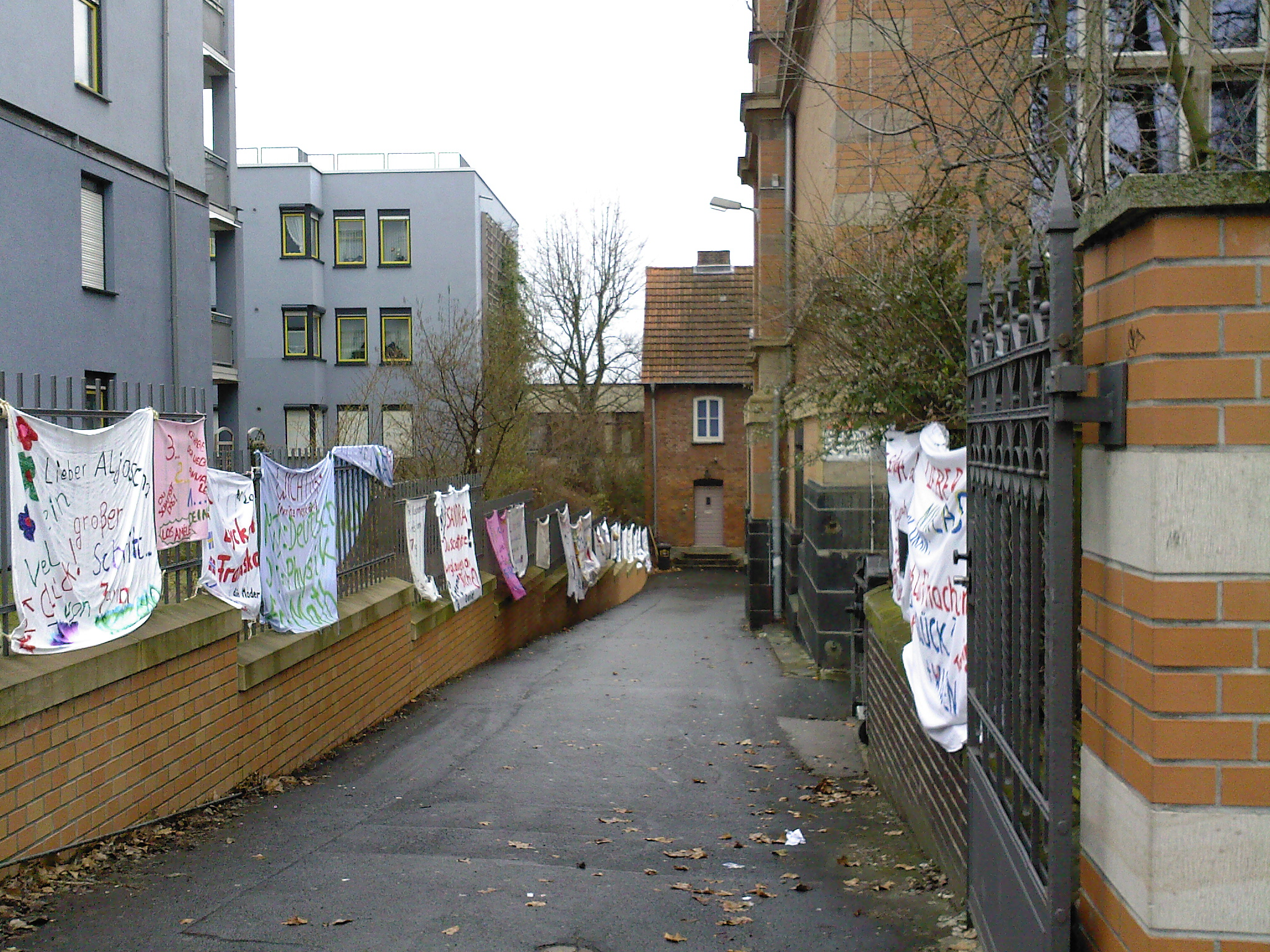
Seiteneingang der ASS während der Prüfungen zum schriftlichen Abitur 2009 (mit Plakaten)

Ferner befindet sich an der Albert-Schweitzer-Schule das Schülerforschungszentrum Nordhessen (SFN), in dem Schüler aller Jahrgänge gemeinsam an wissenschaftlichen Projekten arbeiten. Das Schülerforschungszentrum Nordhessen ist eine Abteilung der Albert-Schweitzer-Schule und wird durch die Schulleitung betreut. Das hierfür ab Mai 2011 errichtete und im Juni 2012 eröffnete Gebäude erhielt bereits vor der Fertigstellung Auszeichnungen für seine innovative Architektur.
Auch der Ruderverein TRV ASS ist seit Jahrzehnten landes- und bundesweit erfolgreich. Die regelmäßige Teilnahme an Jugend trainiert für Olympia wurde unter anderem 2004 mit einem Sieg des Mädchen-Gig-Vierers im Bundesfinale gekrönt.
Neben Arbeitsgemeinschaften, insbesondere im Bereich Musik, und den Austauschprogrammen mit französischen und schweizerischen Schulen bietet die Schule auch einen Austausch mit England an.
Dazu bietet die ASS eine Möglichkeit zur Einbringung in Entscheidungen und Beratungen. Die Schülervertretung (SV) wird von den Schülern gewählt, hält Sitzungen mit allen Klassensprechern der Schule ab und betreibt einen Blog.

## Soziales Engagement
Seit 1956 führen Schüler der Albert-Schweitzer-Schule jährlich eine Sammlung für das Blindenhilfswerk durch.
Zudem arbeitet die Schule seit 1974 mit dem Förderkreis Kooperation mit Indigenen Amazoniens e. V. zusammen. So findet seit 30 Jahren ein Schulfest unter dem Namen „RiPa“ (in Anlehnung an die unterstützen Indigene Völker Südamerikas entlang des Río Pachitea in Peru) am ersten Dezemberwochenende statt, auf dem Schulklassen Geld durch verschiedene Aktionen in und um das Schulgebäude sammeln; beispielsweise werden weihnachtliche Dinge gebastelt oder auch gebacken.

## Auszeichnungen
2004 wurde die Schule mit dem Gütesiegel für „Schulen, die hochbegabte Schülerinnen und Schüler besonders fördern“ des hessischen Kultusministeriums ausgezeichnet.
2005 erhielt die ASS im Rahmen von Jugend forscht den Schulpreis der hessischen Landesregierung für besonderes Engagement.
2008 wurde die Schule vom Kultusministerium zudem als CertiLingua-Schule zertifiziert. CertiLingua ist nach der amtlichen Definition ein „Exzellenzlabel für mehrsprachige, europäische und internationale Kompetenzen“.
Im Juni 2010 wurde die ASS als Europaschule anerkannt.
2019, 2021 und 2022 gewann die Albert-Schweitzer-Schule jeweils den Schulpreis beim Wettbewerb Faszination Technik.

## Bekannte Persönlichkeiten (Auswahl)
Lehrer
- Klaus-Peter Haupt (1953–2023), Lehrer für Astronomie, Physik, Mathematik und Philosophie, Gründer des PhysikClubs; war selbst Schüler dieser Schule, Abitur 1972

Schüler
- Alexander von Danckelman (1855–1919), Abitur 1874, Geograph und Meteorologe
- Prinz Heinrich von Preußen (1862–1929), mittlere Reife 1877, Großadmiral und Bruder des Kaisers Wilhelm II.
- Rolf Breitenstein (1932–2021), Volkswirt und Schriftsteller
- Klaus Hildebrand (* 1941), Abitur 1960, deutscher Historiker
- Erich Gerhold (1944–2020), Abitur 1965, Politiker, ehemaliger Landtagsabgeordneter
- Bernd Pfaffenbach (* 1946), Abitur 1966, ehemaliger Staatssekretär
- Udo Schlitzberger (* 1946), Abitur 1966, Politiker, ehemaliger Landrat
- Stefan Schreiter (* 1964), Abitur 1984, CEO – Duales System Deutschland GmbH / Der Grüne Punkt
- Martin Zielke (* 1963), Abitur 1984, Vorstandsvorsitzender Commerzbank
- Stephan A. Jansen (* 1971), Abitur 1990, Wirtschaftswissenschaftler, Professor und ehemaliger Präsident der Zeppelin Universität
- Lukasz Gadowski (* 1977), Abitur 1997, Gründer von Spreadshirt, Gründungsinvestor bei StudiVZ
- Björn Sänger (* 1975), Abitur 1994, Mitglied des Deutschen Bundestages 2009–2013
- Ehssan Dariani (* 1980), Gründer und erster Geschäftsführer von StudiVZ
- Anna Lührmann (* 1983), Politikwissenschaftlerin, Bundestagsabgeordnete
- Mayberg, bürgerlich Luis Raue (* 2000), Abitur 2018, Musiker
- Marie Reichert (* 2001), Abitur 2019, Basketballspielerin und Olympiasiegerin[11]